# Frutos del silencio
Frutos del silencio (2009) es el primer disco póstumo del folclorista y cantautor argentino Chango Rodríguez (1914-1975).
El disco es una recopilación de unas cintas magnetofónicas Phillips, grabadas con un magnetófono Marconi de cinta abierta, con un económico micrófono de carbón, que el Chango había realizado de manera casera entre los años 1960 y 1970, bajo la dirección de Jorge Nadim Jodor Bargas.
Los cinco temas con los que cuenta el disco son:
1. Loro cartero (gato).
2. Don Nachi. (chacarera)
3. Milonga de Areco (milonga).
4. Nuestra noche (taquirari cantado parte en inglés y parte en quichua).
5. Del Clínicas (zamba), grabado a dúo con su esposa.

Inéditos todos, a excepción del último, que fue reproducido una única vez en 2008 como homenaje cuando falleció la esposa de Rodríguez, Lidia Haydeé Margarita Bay (La Gringa), que fue la inspiradora de la afamada zamba Luna cautiva.
No se conoce con certeza las fechas en que se hicieron cada una de las tomas.
Se cree que algunas fueron realizadas mientras Rodríguez se encontraba preso en la penitenciaría de San Martín.
En el sobre interno del disco se reproduce el pentagrama y manuscrito original de Luna cautiva.
También se encuentra una fotografía del premio póstumo «Jerónimo Luis de Cabrera».
Si bien el material del disco es tal cual las grabaciones caseras y se encuentra en bruto, toda la compaginación  y diseño gráfico la realizó Jorge Nadim Jodor Bargas sobre la base de lo proporcionado por Claudia Rodriguez ( Hija del Chango), el video  realizado por  Jodor se tomó de una digitalizacion que llevó a cabo personal de la Facultad de Cine (de la Universidad Nacional de Córdoba).